# Torymus fujianensis
Torymus fujianensis är en stekelart som beskrevs av Xu och He 2003. Torymus fujianensis ingår i släktet Torymus och familjen gallglanssteklar. Inga underarter finns listade i Catalogue of Life.